# Final Four Euroliga 2015
La Final Four es la etapa culminante de la temporada, y se celebró en mayo de 2015. Las semifinales se disputaron el 15 de mayo y el partido por el campeonato se disputó el 17 de mayo. Todos los partidos se disputaron en el Barclaycard Center, en Madrid, España.

## Camino a la Final Four
| Equipo      | Fase de grupos | Fase de grupos | Fase de grupos | Top 16 | Top 16 | Top 16 | Playoffs        | Playoffs  |
| Equipo      | Grupo          | PG             | PP             | Grupo  | PG     | PP     | Oponente        | Resultado |
| ----------- | -------------- | -------------- | -------------- | ------ | ------ | ------ | --------------- | --------- |
| Real Madrid | A (1º)         | 8              | 2              | E (1º) | 11     | 3      | Anadolu Efes    | 3–1       |
| Fenerbahce  | C (2º)         | 8              | 2              | F (2º) | 11     | 3      | Maccabi Electra | 3–0       |
| CSKA Moscow | B (1º)         | 10             | 0              | F (1º) | 12     | 2      | Panathinaikos   | 3–1       |
| Olympiacos  | D (1º)         | 8              | 2              | F (3º) | 10     | 4      | FC Barcelona    | 3–1       |

## Cuadro
|  | Semifinales        | Semifinales        |    |            | Final              | Final              |  |
|  | 15 de mayo de 2015 | 15 de mayo de 2015 |    |            | 17 de mayo de 2015 | 17 de mayo de 2015 |  |
|  |                    |                    |    |            |                    |                    |  |
|  |                    |                    |    |            |                    |                    |  |
|  | Real Madrid        | 96                 |    |            |                    |                    |  |
|  | Fenerbahce         | 87                 |    |            |                    |                    |  |
|  |                    |                    |    |            |                    |                    |  |
|  |                    |                    |    |            |                    |                    |  |
|  |                    |                    |    |            | Real Madrid        | 78                 |  |
|  |                    | Olympiacos         | 59 |            |                    |                    |  |
|  |                    |                    |    |            |                    |                    |  |
|  |                    |                    |    |            |                    |                    |  |
|  |                    |                    |    |            | Tercer puesto      |                    |  |
|  |                    |                    |    |            |                    |                    |  |
|  | CSKA Moscow        | 68                 |    | Fenerbahce | 80                 |                    |  |
|  | Olympiacos         | 70                 |    |            | CSKA Moscow        | 86                 |  |

## Semifinales
| 15 de mayo de 2015 18:00 (CET) | CSKA Moscow                                                        | 68–70                | Olympiacos Piraeus                                           | Madrid |  |
|                                | Parciales: 20–17, 16–18, 15–12, 17–23                              |                      |                                                              | |  |
|                                | Estadísticas de Colo 18 Vorontsévich, Kirilenko 5 de Colo, Weems 4 | Reporte Pts Reb Asts | Estadísticas 14 Printezis 8 Printezis 4 Printezis, Mantzaris | Pabellón: Barclaycard Center Asistencia: 12.022 espectadores Árbitros: Ilija Belosevic Borys Ryzhyk Daniel Hierrezuelo Televisión: Euroleague TV Canal+ Deportes Esport3 ETB 4 |  |

| 15 de mayo de 2015 21:00 (CET) | Real Madrid                           | 96–87                | Fenerbahce Ulker Istanbul                                             | Madrid |  |
|                                | Parciales: 20–21, 35–14, 21–24, 20–28 |                      |                                                                       | |  |
|                                | Estadísticas Ayón 18 Ayón 7 Llull 9   | Reporte Pts Reb Asts | Estadísticas 26 Goudelock 6 Goudelock, Vesely 4 Goudelock, Bogdanović | Pabellón: Barclaycard Center Asistencia: 12.022 espectadores Árbitros: Christos Christodoulou Sasa Pukl Robert Lottermoser Televisión: Euroleague TV Canal+ Deportes Esport3 ETB 4 |  |

## Tercer puesto
| 17 de mayo de 2015 17:00 (CET) | Fenerbahce Ulker Istanbul                    | 80–86                | CSKA Moscow                                         | Madrid |  |
|                                | Parciales: 13–27, 11–21, 31–18, 25–20        |                      |                                                     | |  |
|                                | Estadísticas Goudelock 24 Bjelica 10 Zisis 6 | Reporte Pts Reb Asts | Estadísticas 17 de Colo 6 Kaun, Kirilenko 6 Jackson | Pabellón: Barclaycard Center Asistencia: 9.172 espectadores Árbitros: Daniel Hierrezuelo Robert Lottermoser Olegs Latisevs Televisión: Euroleague TV Canal+ Deportes ETB 4 |  |

## Final
| 17 de mayo de 2015 20:00 (CET) | Real Madrid                                          | 78–59                | Olympiacos Piraeus                                      | Madrid |  |
|                                | Parciales: 15–19, 20–9, 18–18, 25–13                 |                      |                                                         | |  |
|                                | Estadísticas Carroll 16 Nocioni 7 Rodríguez, Llull 4 | Reporte Pts Reb Asts | Estadísticas 17 Lojeski 7 Hunter 3 Spanoulis, Printezis | Pabellón: Barclaycard Center Asistencia: 12.987 espectadores Árbitros: Sasa Pukl Borys Ryzhyk Ilija Belosevic Televisión: Euroleague TV Canal+ Deportes Esport3 ETB 4 |  |

| Quinteto inicial: | Quinteto inicial: | Quinteto inicial: | P  | R | A |
| ----------------- | ----------------- | ----------------- | -- | - | - |
| B                 | 23                | Sergio Llull      | 12 | 0 | 4 |
| E                 | 20                | Jaycee Carroll    | 16 | 3 | 0 |
| A                 | 5                 | Rudy Fernández    | 7  | 4 | 2 |
| AP                | 9                 | Felipe Reyes      | 2  | 1 | 1 |
| P                 | 14                | Gustavo Ayón      | 2  | 5 | 1 |
| Suplentes:        | Suplentes:        | Suplentes:        | P  | R | A |
| E                 | 4                 | K.C. Rivers       | 5  | 4 | 0 |
| AP                | 6                 | Andrés Nocioni    | 12 | 7 | 2 |
| B                 | 7                 | Facundo Campazzo  | 0  | 0 | 0 |
| A                 | 8                 | Jonas Mačiulis    | 9  | 4 | 0 |
| B                 | 13                | Sergio Rodríguez  | 11 | 3 | 4 |
| AP                | 30                | Ioannis Bourousis | 0  | 1 | 0 |
| P                 | 44                | Marcus Slaughter  | 2  | 4 | 2 |
| Entrenador:       |                   |                   |    |   |   |
| Pablo Laso        |                   |                   |    |   |   |

| Quinteto inicial:    | Quinteto inicial: | Quinteto inicial:   | P  | R | A |
| -------------------- | ----------------- | ------------------- | -- | - | - |
| B                    | 17                | Vangelis Mantzaris  | 1  | 3 | 1 |
| E                    | 7                 | Vassilis Spanoulis  | 3  | 0 | 3 |
| A                    | 21                | Tremmell Darden     | 0  | 1 | 0 |
| AP                   | 15                | Georgios Printezis  | 11 | 2 | 3 |
| P                    | 6                 | Bryant Dunston      | 4  | 1 | 2 |
| Suplentes:           | Suplentes:        | Suplentes:          | P  | R | A |
| AP                   | 4                 | Brent Petway        | 2  | 2 | 1 |
| P                    | 5                 | Othello Hunter      | 10 | 7 | 0 |
| A                    | 9                 | Ioannis Papapetrou  | 0  | 0 | 0 |
| E                    | 10                | Kostas Sloukas      | 10 | 2 | 2 |
| AP                   | 19                | Dimitrios Agravanis | 0  | 1 | 0 |
| B                    | 20                | Oliver Lafayette    | 1  | 1 | 2 |
| A                    | 24                | Matt Lojeski        | 17 | 2 | 1 |
| Entrenador:          |                   |                     |    |   |   |
| Giannis Sfairopoulos |                   |                     |    |   |   |

| Quinteto inicial: | Quinteto inicial: | Quinteto inicial: | P  | R | A |
| ----------------- | ----------------- | ----------------- | -- | - | - |
| B                 | 23                | Sergio Llull      | 12 | 0 | 4 |
| E                 | 20                | Jaycee Carroll    | 16 | 3 | 0 |
| A                 | 5                 | Rudy Fernández    | 7  | 4 | 2 |
| AP                | 9                 | Felipe Reyes      | 2  | 1 | 1 |
| P                 | 14                | Gustavo Ayón      | 2  | 5 | 1 |
| Suplentes:        | Suplentes:        | Suplentes:        | P  | R | A |
| E                 | 4                 | K.C. Rivers       | 5  | 4 | 0 |
| AP                | 6                 | Andrés Nocioni    | 12 | 7 | 2 |
| B                 | 7                 | Facundo Campazzo  | 0  | 0 | 0 |
| A                 | 8                 | Jonas Mačiulis    | 9  | 4 | 0 |
| B                 | 13                | Sergio Rodríguez  | 11 | 3 | 4 |
| AP                | 30                | Ioannis Bourousis | 0  | 1 | 0 |
| P                 | 44                | Marcus Slaughter  | 2  | 4 | 2 |
| Entrenador:       |                   |                   |    |   |   |
| Pablo Laso        |                   |                   |    |   |   |

| Quinteto inicial:    | Quinteto inicial: | Quinteto inicial:   | P  | R | A |
| -------------------- | ----------------- | ------------------- | -- | - | - |
| B                    | 17                | Vangelis Mantzaris  | 1  | 3 | 1 |
| E                    | 7                 | Vassilis Spanoulis  | 3  | 0 | 3 |
| A                    | 21                | Tremmell Darden     | 0  | 1 | 0 |
| AP                   | 15                | Georgios Printezis  | 11 | 2 | 3 |
| P                    | 6                 | Bryant Dunston      | 4  | 1 | 2 |
| Suplentes:           | Suplentes:        | Suplentes:          | P  | R | A |
| AP                   | 4                 | Brent Petway        | 2  | 2 | 1 |
| P                    | 5                 | Othello Hunter      | 10 | 7 | 0 |
| A                    | 9                 | Ioannis Papapetrou  | 0  | 0 | 0 |
| E                    | 10                | Kostas Sloukas      | 10 | 2 | 2 |
| AP                   | 19                | Dimitrios Agravanis | 0  | 1 | 0 |
| B                    | 20                | Oliver Lafayette    | 1  | 1 | 2 |
| A                    | 24                | Matt Lojeski        | 17 | 2 | 1 |
| Entrenador:          |                   |                     |    |   |   |
| Giannis Sfairopoulos |                   |                     |    |   |   |

| Campeones de la Turkish Airlines Euroleague 2014-15 |
| --------------------------------------------------- |
| Real Madrid Noveno título                           |